# Thea Helseth

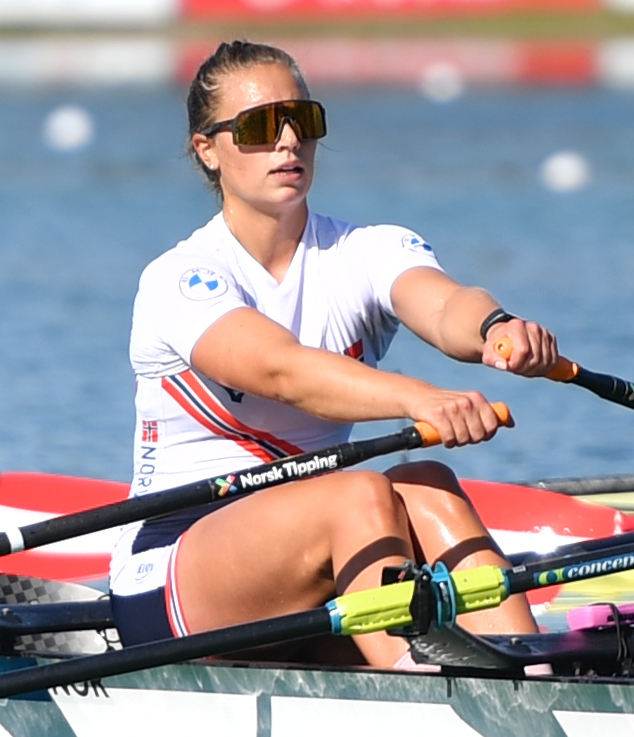
Thea Helseth bei den Europameisterschaften 2022

Thea Helseth (* 10. Juni 1996 in Ålesund) ist eine norwegische Ruderin. Sie wurde 2024 Europameisterin im Doppelzweier.

## Sportliche Karriere
Thea Helseth vom Ålesund Roklubb stammt aus einer Ruderfamilie. Ihr Bruder Martin Helseth war Olympiasiebter bei den Olympischen Spielen in Tokio.
Thea Helseth nahm 2014 an den Olympischen Jugendspielen teil und wurde als Siegerin des B-Finales Siebte im Einer. 2015 wurde sie im Einer Achte der U23-Weltmeisterschaften. Bei den Europameisterschaften 2017 erreichte sie zusammen mit Marianne Madsen das A-Finale im Doppelzweier und belegte den sechsten Platz. Bei den U23-Weltmeisterschaften 2017 wurde Helseth Fünfte im Einer. 2018 folgte der vierte Platz.
2021 bei den Europameisterschaften in Varese ruderte der norwegische Doppelvierer mit Siri Eva Kristiansen, Inger Kavlie, Thea Helseth und Maia Emilie Lund auf den vierten Platz. Bei der letzten Qualifikationsregatta für die Olympischen Spiele in Tokio belegte der norwegische Doppelvierer den dritten Platz, nur die ersten beiden Boote qualifizierten sich. Bei den Europameisterschaften in München 2022 belegten Thea Helseth und Jenny Marie Rorvik den siebten Platz im Doppelzweier. Einen Monat später wurden die beiden Norwegerinnen Zehnte bei den Weltmeisterschaften in Račice u Štětí.
Bei den Europameisterschaften 2023 belegte Helseth mit dem norwegischen Doppelvierer den achten Platz. Bei den Weltmeisterschaften in Belgrad wurden Rorvik und Helseth Neunte im Doppelzweier. 2024 ruderten Rorvik und Helseth beim Weltcup-Auftakt auf den zweiten Platz hinter den Niederländerinnen. Zwei Wochen später bei den Europameisterschaften in Szeged fehlten sowohl die Niederländerinnen als auch Jenny Marie Rorvik. Thea Helseth ruderte zusammen mit Inger Kavlie und die beiden gewannen den Europameistertitel mit zwei Sekunden Vorsprung vor den Litauerinnen. Drei Monate später bei der Olympiaregatta in Paris ruderten Helseth und Kavlie auf den sechsten Platz.

## Privates
Im Juni 2025 wurde sie Mutter eines Sohnes.